# جيوتو (مسبار فضائي)
جيوتو Giotto سابر فضائي أوروبي أطلقته وكالة الفضاء الأوروبية (ESA) في تموز -يوليو سنة 1985م للوصول إلى مذنب هالي في دورته الأخيرة سنة 1986م.

## الهدف من المهمة

Giotto trajectory

كان الهدف من تلك المهمة هو تحليل غازات المذنب وغباره والاقتراب من نواته وتقديم معلومات جديدة عن هذا المذنب الشهير.

## الوصول
وقد بلغ السابر في آذار - مارس من سنة 1986م إلى جوار المذنب على مسافة في حدود 600 كيلو متر عن نواته مجازفا ببعض أجهزته التي دمرها غباره فعلا ومرسلا صورا فريدة لقلب المذنب إضافة إلى تحليله عينات من الغازات المنبعثة من المذنب.

## نتائج
أظهرت الصور من المسبار ان نواة هالي على شكل حبة الفول السوداني بلون اسود وطول 15 كم وعرض 10 كم . واظهرت نشاط على 10% فقط من السطح من انبعاثات الغازات وأظهرت التحاليل والقياسات ان المذنب تكون قبل 4.5 مليار سنة . واشارت القياسان ان المقذوفات يتكون من 80% من الماء و 10% من أول اكسيد الكربون و 2.5 خليط من الميثان والأمونيا و تم اكتشاف بعض المواد الهيدروكربونية الأخرى، والحديد، والصوديوم بكميات ضئيلة.